# Bolocera
Bolocera is een geslacht van zeeanemonen uit de familie van de Actiniidae.

## Soorten
- Bolocera kerguelensis Studer, 1879
- Bolocera maxima Carlgren, 1921
- Bolocera pannosa McMurrich, 1893
- Bolocera paucicornis Dunn, 1983
- Bolocera somaliensis Carlgren, 1928
- Bolocera tuediae (Johnston, 1832)
- Bolocera africana Pax, 1909